# Новотроїцьк (Нікулинська сільрада)
Новотроїцьк (рос. Новотроицк) — присілок у Татарському районі Новосибірської області Російської Федерації.
Входить до складу муніципального утворення Нікулинська сільрада. Населення становить 128 осіб (2010).

## Історія
Згідно із законом від 2 червня 2004 року органом місцевого самоврядування є Нікулинська сільрада.

## Населення
| 2002 | 2007 | 2010 |
| ---- | ---- | ---- |
| 183  | ↘161 | ↘128 |